# شهرستان ماه‌نشان
شهرستان ماه‌نشان، یکی از شهرستان‌های استان زنجان است. شهر ماه‌نشان مرکز این شهرستان است. مردم این شهرستان به زبان ترکی آذربایجانی صحبت می‌کنند و اکثریت آنها شیعه و اقلیتی نیز اهل سنت و اهل حق هستند

## جغرافیا
این شهر در فاصله ۱۱۳ کیلومتری غرب زنجان قرار گرفته است. مرتفع‌ترین قسمت این شهرستان کوه بلقیس با ارتفاع ۳۳۰۰ متر می‌باشد. همچنین ارتفاع از سطح دریا این شهر ۱۳۰۰ متر می‌باشد.

## جمعیت
جمعیت این شهرستان بر طبق سرشماری سال ۱۳۹۰، برابر با ۴۰٬۳۱۲ نفر بوده است.

## تقسیمات کشوری
این شهرستان دارای ۱۵۳ روستا و ۵ دهستان می‌باشد.
- بخش مرکزی شهرستان ماه‌نشان
  - دهستان اوریاد
  - دهستان قزل گچیلو
  - دهستان قلعه جوق

شهر: ماه‌نشان
- بخش قلعه جوق
  - دهستان قلعه جوق
  - دهستان انگوران

شهر: قلعه جوق _ دندی

## کشاورزی و دامداری
کشاورزی شغل رایج مردمان این شهرستان است. وجود زمین‌های مرغوب و آب کافی به ویژه جریان داشتن رودخانه قزل اوزن در این شهرستان موجب رونق کشاورزی شده است. میزان مراتع این شهرستان ۴۱۸۰۰۰ هکتار است. تعداد دام مازاد بر نیاز این مراتع ۴۳۶۵ واحد دامی می‌باشد که همگی طی طرح تعادل دام و مرتع از مراتع اخراج شده‌اند.

## تاریخچه
این شهرستان قدمتی ۴۰۰۰ ساله از زمان مهاجرت ماننایی‌ها به این سرزمین احداث شده و از بنای قلعه بهستان (بیگستان) به این مطلب پی می‌بریم.
شهرستان ماه نشان در تاریخ ۱۶/۸/۱۳۷۵ براساس مصوبه شماره ۲/۱۰۰۳۵۰ هیئت وزیران از شهرستان زنجان منتزع و با تأسیس فرمانداری به شهرستان تبدیل گردید که هم‌اکنون شامل دو بخش (مرکزی و انگوران) دو شهر (ماهنشان و دندی) پنج دهستان (ماهنشان، اوریاد، قزل گچیلو واقع در بخش مرکزی، قلعه جوق سیاه منصور و انگوران) با ۱۱۲۸ روستا ۶۲ روستا در بخش مرکزی و ۶۶ روستا در بخش انگوران می‌باشد جمعیت شهرستان براساس سرشماری عمومی سال ۸۵ بالغ بر ۴۲۶۵۷ نفر می‌باشد غالب مردم شهرستان شیعه اثنی عشر و درصد کمی از پیروان اهل تسنن و فرقی نظیر اهل حق نیز در این شهرستان زندگی می‌کنند.